# No Hands
«No Hands» — третій сингл з дебютного студійного альбому Flockaveli американського репера Waka Flocka Flame. Співродюсер треку: Н. Кобі. Пісня потрапила до мережі у травні 2010 задовго до свого релізу в серпні. Сингл дебютував на 45-ій сходинці чарту Billboard Hot 100, згодом піднявся на 13-те місце. «No Hands» розійшовся накладом у 3 млн копій, RIAA надала окремку тричі платиновий статус.
У 2014 Billboard назвав «No Hands» 9-ю найуспішнішою піснею за 25-річну історію чарту Hot Rap Songs.

## Ремікси
T-Pain записав ремікс «No Hands (T-Mix)». Chamillionaire використав біт для свого фрістайлу «After the Super Bowl». Ремікс жіночого R&B-гурту RichGirl увійшов до їхнього мікстейпу Fall in Love with RichGirl, у ньому учасниця Brave читає реп. У 2011 Cold Blank випустили «No Hands — Cold Blank's Dirty Radio Mix». У вересні цього ж року британська співачка Неон Гітч завантажила кавер-версію на свій YouTube-канал.

## Нагороди й номінації
| Рік  | Премія             | Категорія                 | Вислід    |
| ---- | ------------------ | ------------------------- | --------- |
| 2011 | BET Awards         | «Найкраща спільна робота» | Номінація |
| 2011 | BET Hip Hop Awards | «Найкращий клубний трек»  | Перемога  |

## Чартові позиції

### Тижневі чарти
| Чарт (2010–2011)         | Найвища позиція |
| ------------------------ | --------------- |
| US Billboard Hot 100     | 13              |
| US Hot R&B/Hip-Hop Songs | 2               |
| US Hot Rap Songs         | 1               |
| US Pop Songs             | 28              |
| US Rhytmic               | 3               |

### Річні чарти
| Чарт (2011)          | Позиція |
| -------------------- | ------- |
| US Billboard Hot 100 | 45      |

## Сертифікації
| Країна     | Сертифікація  | Наклад |
| ---------- | ------------- | ------ |
| США (RIAA) | 3× Платиновий | 3 млн* |

*дані продажу базовано лише на сертифікації